# زردکیان
زردکیان (نام علمی: Depressariinae) نام یک زیرخانواده از تیره شاپرک‌های چمن‌کاو است.